# Bisbat de Ðà Lat
El bisbat de Ðà Lat (vietnamita: Giáo phận Ðà Lat; llatí: Dioecesis Dalatensis) és una seu de l'Església catòlica al Vietnam, sufragània de l'arquebisbat de Ciutat de Hô Chí Minh. Al 2016 tenia 372.853 batejats d'un total de 1.365.000 habitants. Actualment està regida pel bisbe Dominic Nguyen Van Manh.

## Territori
La diòcesi comprèn la província vietnamita de Lam Dong, al sud del país.
La seu episcopal és la ciutat de Ðà Lat, on es troba la catedral de  Sant Nicolau de Bari
El territori s'estén sobre 9.764 km² i està dividit en 96 parròquies.

## Història
La diòcesi va ser erigida el 24 de novembre de 1960 mitjançant la butlla Quod venerabiles del papa Joan XXIII, prenent el territori dels vicariats apostòlics de Saigon (avui arquebisbat de la Ciutat de Hô Chí Minh) i de Kontum (avui diòcesi).
El 21 de juny de 1967 cedí una porció del seu territori a benefici de l'erecció de la diòcesi de Ban Mê Thuột.

## Cronologia episcopal
- Simon Hoa Nguyên-van Hien † (24 de novembre de 1960 - 5 de setembre de 1973 mort)
- Barthélémy Nguyên Son Lâm, P.S.S. † (30 de gener de 1975 - 23 de març de 1994 nomenat bisbe de Thanh Hóa)
- Pierre Nguyên Văn Nhon (23 de març de 1994 - 22 aprile 2010 nomenat arquebisbe coadjutor de Hanoi)
- Antoine Vu Huy Chuong (1 de març de 2011 - 14 de setembre de 2019 jubilat)
- Dominic Nguyen Van Manh, des del 14 de setembre de 2019

## Estadístiques
A finals del 2016, la diòcesi tenia 372.853 batejats sobre una població de 1.365.000 persones, equivalent al 27,3% del total.
| any  | població | població  | població | sacerdots | sacerdots       | sacerdots       | sacerdots             | diàques | religiosos | religiosos | parroquies |
| ---- | -------- | --------- | -------- | --------- | --------------- | --------------- | --------------------- | ------- | ---------- | ---------- | ---------- |
| any  | batejats | total     | %        | total     | clergat secular | clergat regular | batejats por sacerdot | diàques | homes      | dones      |            |
| 1970 | 69.193   | 306.416   | 22,6     | 124       | 62              | 62              | 558                   |         | 133        | 405        | 66         |
| 1980 | 100.000  | 400.000   | 25,0     | 115       | 75              | 40              | 869                   |         | 67         |            | 42         |
| 1983 | 100.000  | 450.000   | 22,2     | 108       | 68              | 40              | 925                   |         | 72         | 605        | 48         |
| 1999 | 236.350  | 1.000.000 | 23,6     | 129       | 87              | 42              | 1.832                 |         | 299        | 596        | 61         |
| 2000 | 250.669  | 1.000.000 | 25,1     | 126       | 83              | 43              | 1.989                 |         | 238        | 529        | 61         |
| 2001 | 258.252  | 1.020.602 | 25,3     | 129       | 82              | 47              | 2.001                 |         | 163        | 523        | 71         |
| 2002 | 259.901  | 1.085.277 | 23,9     | 137       | 87              | 50              | 1.897                 |         | 164        | 556        | 71         |
| 2003 | 281.593  | 1.085.277 | 25,9     | 140       | 87              | 53              | 2.011                 |         | 162        | 574        | 71         |
| 2004 | 299.778  | 1.119.991 | 26,8     | 140       | 86              | 54              | 2.141                 |         | 191        | 595        | 71         |
| 2006 | 299.339  | 1.169.925 | 25,6     | 169       | 91              | 78              | 1.771                 |         | 290        | 732        | 70         |
| 2013 | 364.372  | 1.300.000 | 28,0     | 253       | 144             | 109             | 1.440                 |         | 449        | 871        | 86         |
| 2016 | 372.853  | 1.365.000 | 27,3     | 285       | 162             | 123             | 1.308                 |         | 439        | 1.033      | 96         |